# Tumen (miasto)
Tumen (chiń. 图们; pinyin Túmén; kor. 도문, Domun) – miasto na prawach powiatu w północno-wschodnich Chinach, w prowincji Jilin.
Miasto graniczy z północnokoreańskim Namyang. Granica przebiega wzdłuż rzeki Tumen.
Powierzchnia miasta wynosi 1142,65 km². Liczba mieszkańców sięga 130 900, z czego większą część stanowią Koreańczycy (54,8%) oraz Chińczycy Han (42,9%).

## Wyniki spisu powszechnego w roku 2000
Według spisu z 2000 roku Tumen liczyło 132 368 mieszkańców.
| Narodowość  | Liczba mieszkańców | Udział  |
| ----------- | ------------------ | ------- |
| Koreańczycy | 69.426             | 52,45 % |
| Chińczycy   | 60.385             | 45,62 % |
| Mandżurowie | 2.033              | 1,54 %  |
| Hui         | 322                | 0,24 %  |
| Mongołowie  | 155                | 0,12 %  |
| Inni        | 47                 | 0,04 %  |